# Системно-семейные расстановки
Системно-семейные расстано́вки («расстановки по Хеллингеру», «семейные расстановки») — псевдонаучная теория в области психологии. По утверждениям автора теории Берта Хеллингера, в рамках одного сеанса «Семейная расстановка» (нем. Familienaufstellungen) можно обнаружить ранее нераскрытые явления в системной динамике заданной «семьи» на протяжении нескольких поколений.
Сторонники теории делятся на два направления: «классические расстановки» и «новые расстановки». Поклонники первого направления отрицают обновление теории её автором (Хеллингером) до «новых расстановок».